# Imitomyia sugens
Imitomyia sugens är en tvåvingeart som först beskrevs av Friedrich Hermann Loew 1863.  Imitomyia sugens ingår i släktet Imitomyia och familjen parasitflugor. Inga underarter finns listade i Catalogue of Life.